# Каритаун (Мисури)
Каритаун (енгл. Carytown) град је у америчкој савезној држави Мисури.

## Демографија
По попису из 2010. године број становника је 271, што је 54 (24,9%) становника више него 2000. године.
| Група             | 2000.       | 2010.       |
| Белци             | 207 (95,4%) | 254 (93,7%) |
| Афроамериканци    | 0 (0,0%)    | 0 (0,0%)    |
| Азијати           | 0 (0,0%)    | 0 (0,0%)    |
| Хиспаноамериканци | 3 (1,4%)    | 15 (5,5%)   |
| Укупно            | 217         | 271         |